# Takinosawa
Die Takinosawa-Schanze (japanisch 滝ノ沢シャンツェ Takinosawa-shantse), offiziell Ōwani-machi ski-jump-dai (大鰐町スキージャンプ台, etwa „Skisprungturm der Stadt Ōwani“), ist eine Skisprungschanze in Ōwani, Präfektur Aomori, Japan mit einem Konstruktionspunkt von 90 Metern. Die Schanze liegt im Wald eines Skigebiets südlich der Stadt Ōwani, einer 10.000-Einwohner-Stadt im Norden der Insel Honshū, die nächste größere Stadt ist Hirosaki.

## Konstruktion
Die Schanze wurde ursprünglich als kleinere Schanze gebaut, worauf der Schanzenrekord von 18,3 Metern aus dem Jahr 1925 hindeutet, jedoch besteht die Schanze schon lange in ihrer heutigen Größe mit einem Konstruktionspunkt von 90 und einer Hillsize von 100 Metern. Der mit knapp 80 Metern recht kurze Anlauf mit einer Neigung von 34,2 Grad ermöglicht Durchschnittsgeschwindigkeiten von 84,6 Kilometern pro Stunde, weitere Daten können der Infobox entnommen werden. Da die Schanze nicht über Matten verfügt, kann sie nur im Winter benutzt werden.
Zur Schanze gehören außerdem ein Sessellift, ein Kampfrichterturm, Verwaltungsgebäude und möglicherweise ein gekühlter Anlauf.

## Geschichte
Die erste Schanze, auf der Kaoru Aoyama den ersten Schanzenrekord von 60 Fuß aufstellte, wurde bereits in den 1920ern errichtet. Diese Schanze wurde mehrmals umgebaut und bis in die 1940er wurde der Rekord bei japanischen Meisterschaften auf über 60 Meter angehoben. Nach einem Umbau 1958 lag er dann bei 83,0 Metern und 1964 bei 99 Metern. In diesem Jahr wurde auch der erste Schanzenrekord einer K-70 Schanze in der Nähe aufgestellt, auf der von da an ebenfalls japanische Meisterschaften ausgetragen wurden, die jedoch mittlerweile wieder abgerissen wurde. Der Schanzenrekord der größten Schanze verbesserte sich seitdem nur noch um wenige Meter. 

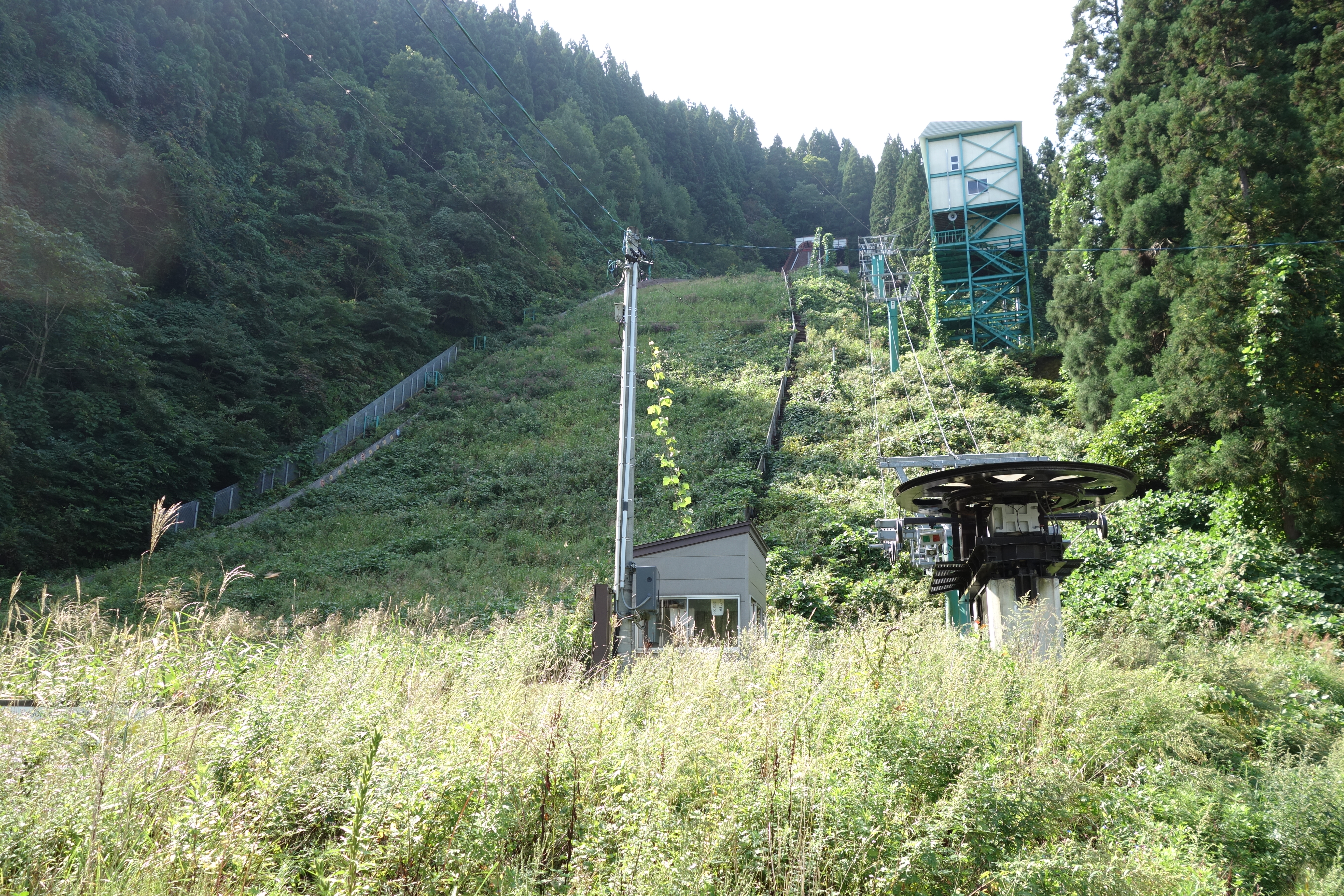
Die K90 im Jahr 2015

1983 und 2002 wurde die Schanze erneut umgebaut, um als Austragungsort der Winter-Asienspiele 2003 zu dienen. Der Einzelwettkampf wurde von Kazuyoshi Funaki, der Teamwettbewerb von Südkorea gewonnen.
2015 wurde im Rahmen des Subventionsprojekts Sports Promotion Lottery (TOTO) 2015 die Schanze erneuert, wobei man unter anderem neuere Technik einbaute. Auf der Schanze finden jährlich noch immer Schüler- und Studentenmeisterschaften statt.

## Wettkämpfe
Auf beiden Schanzen der Anlage fanden seit 1925 insgesamt 17 japanische Meisterschaften und zwei Wettkämpfe der Winter-Asienspiele statt. Außerdem gibt es Schülerwettkämpfe, deren Ergebnisse jedoch nicht vorliegen.
| Jahr     | 1.               |
| -------- | ---------------- |
| 1925     | Kaoru Aoyama     |
| 1930     | Isama Sekiguchi  |
| 1934     | Masaji Iguro     |
| 1942     | Masami Ohara     |
| 1959     | Kōichi Satō      |
| 1964 K70 | Sadao Kikuchi    |
| 1964 K90 | Yukio Kasaya     |
| 1966 K70 | Naoki Shimura    |
| 1966 K90 | Hiroshi Itagaki  |
| 1968 K90 | Takashi Fujisawa |
| 1968 K70 | Takashi Fujisawa |
| 1972 K90 | Hiroshi Itagaki  |
| 1972 K70 | Hiroshi Itagaki  |
| 1979 K70 | Takao Itō        |
| 1980 K70 | Sakae Tsuruga    |
| 1982 K70 | Masahiro Akimoto |
| 1988 K70 | Akihiro Higashi  |

| Disziplin | 1.                                                             | 2.                                                               | 3.                                                                       |
| --------- | -------------------------------------------------------------- | ---------------------------------------------------------------- | ------------------------------------------------------------------------ |
| Einzel    | Kazuyoshi Funaki                                               | Akira Higashi                                                    | Choi Heung-chul                                                          |
| Team      | SüdkoreaKim Hyun-ki Choi Heung-chul Choi Jong-jik Kang Chil-gu | JapanAkira Higashi Yuta Watase Yasuhiro Shibata Kazuyoshi Funaki | KasachstanRadik Schaparow Pawel Gaiduk Maxim Polunin Stanislaw Filimonow |